# Pequot

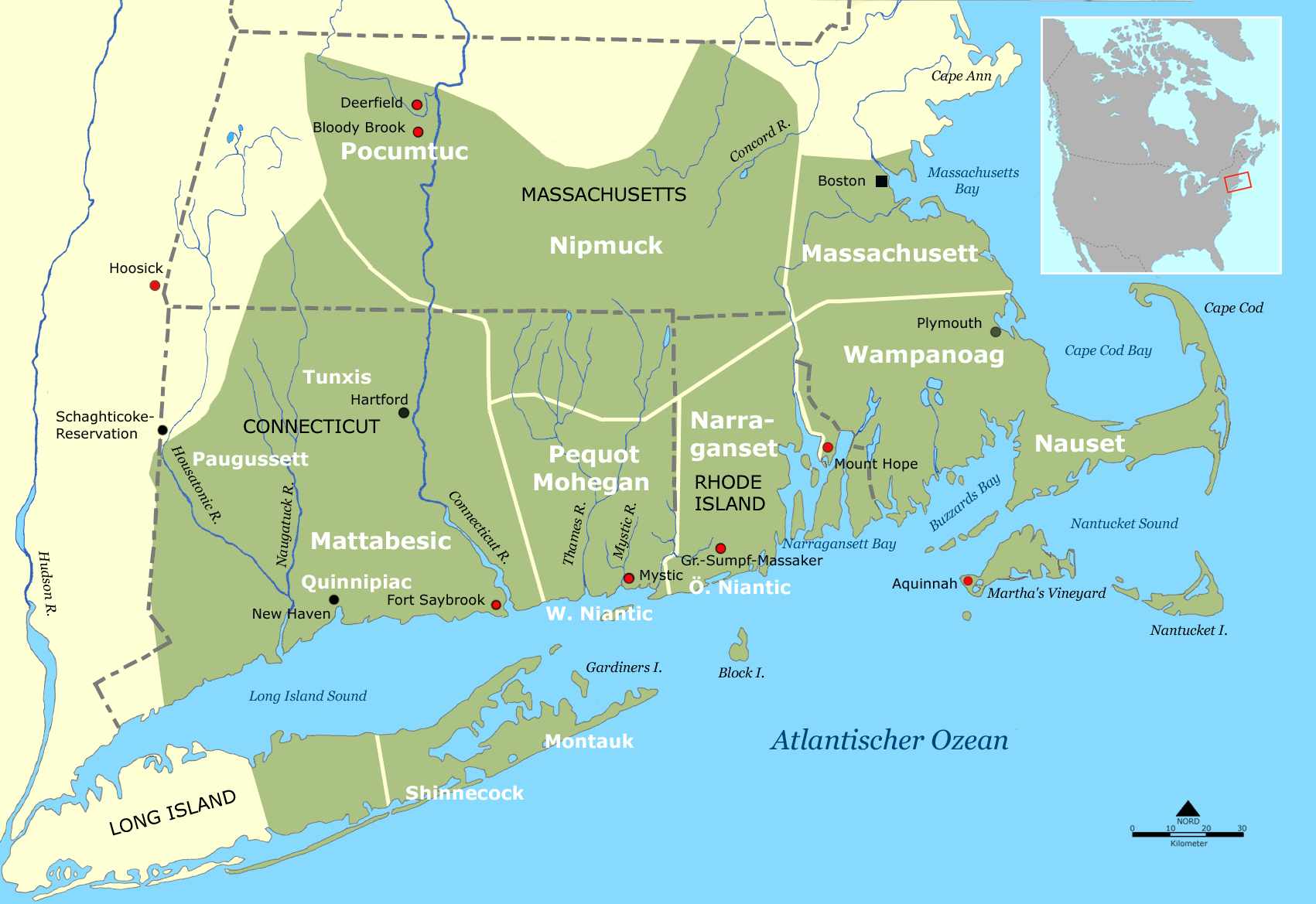
Distribuzione del territorio dei Pequot nel 1600 circa

I Pequot (pronuncia ˈpiːkwɒt) sono una tribù nativa americana del Connecticut. I Pequot moderni sono membri dei Pequot Mashantucket, riconosciuti a livello federale, e dei pellerossa Brothertown di Wisconsin. Storicamente, parlavano la lingua pequot, un dialetto della lingua Mohegan-Pequot, estintasi nel XX secolo, ma a cui sono seguiti tentativi di revival.
I Pequot e i Mohegan erano in principio un gruppo unito, ma i Mohegan si divisero nel XVII secolo e i Pequot presero possesso di gran parte del Connecticut. Le tensioni con le colonie della Nuova Inghilterra portarono alla guerra pequot, che durò dal 1636 al 1638 e che terminò con la decimazione della popolazione, con tanti morti, schiavizzati o dispersi e con la fine dell'influenza dei Pequot. Nel Connecticut rimasero soltanto piccoli gruppetti, che vissero principalmente in riserve nel Mashantucket nel 1666 e al fiume Pawcatuck nel 1683, ma anche altri che vissero in diverse aree e con altre tribù. Nel XVIII secolo, alcuni pequot cristiani si unirono a diversi altri gruppi per formare i pellerossa Brothertown, e nel XIX secolo si spostarono a ovest di New York e poi Wisconsin.
La tribù dei Pequot Mashantucket si formò nel 1975, e fu federalmente riconosciuta nel 1983 come insediamento. Nel 1986, si trasferirono al Foxwoods Resort Casino, uno dei più prestigiosi casinò gestiti dai nativi americani nella regione. I Pequot del fiume Pawcatuck formarono la Nazione Tribale Orientale dei Pequot, riconosciuta dal Connecticut ma non riconosciuta federalmente. I discendenti di Pequot sono inoltre stati assorbiti dai Mohegan, più dai Schaghticoke e dai Paugussett di Golden Hill del Connecticut e dai Pellerossa Brothertown di Wisconsin, parzialmente riconosciuti.

## Etimologia
Pequot  è un termine algonchino il cui significato è oggetto di disputa. Alcuni ritengono che provenisse dal termine Pequttôog, ossia "i distruttori" o "gli uomini della palude". Frank Speck, specialista della lingua Mohegan-Pequot nel primo XX secolo, riteneva che tale termine significasse "la superficialità di uno specchio d'acqua", a causa del territorio pequot sulle coste del Long Island Sound.